# NBR Classe C
La NBR C class o LNER J36 class è una classe di locomotive a vapore di rodiggio 0-6-0 (Sistema inglese) progettate da Matthew Holmes per il trasporto merci sulla North British Railway. introdotte nel 1888, furono costruite in totale 168 locomotive, che passarono alla LNER con il railway act del 1921 e alla British Railways al momento della nazionalizzazione del 1948 (Solo 123 locomotive arrivarono alla nazionalizzazione).
Il predecessore di Holmes, Dugald Drummond, aveva già progettato 32 locomotive della C class (Contrassegnate come J32 Class dalla LNER). la North British Railway diede a queste locomotive la stessa designazione delle locomotive ideate da Matthew Holmes in quanto le due classi di locomotive erano molto simili e condividevano la stessa (all'epoca insolita) cilindrata di 18 pollici. Tra il 1898 e il 1903, Holmes fece ricostruire tutte le 32 locomotive ideate da Dugald per adattarle al suo progetto di C Class. Anche se la NBR le classificò come un'unica locomotiva, la LNER le differenzio in J36 e J32 class.

## I vari proprietari.

### NBR

#### Holmes C class
Con l'apertura del secondo ponte sul fiume Tay nel luglio del 1887 e con l'apertura del Fourth Bridge che diveniva sempre più vicina, la NBR necessitava di potenti locomotive per il trasporto di merci. Il risultato era la C class di Holmes. Introdotta nel 1888, fu costruita fino al 1901 in gruppi regolari con un totale di 168 locomotive. 138 locomotive furono costruite ai Cowlairs works mentre le rimanenti 30 furono costruite da Neilsons and Company e Sharp Shewart.

#### La partecipazione al primo conflitto mondiale
Durante la Prima guerra mondiale, 20 locomotive della C class furono mandate in Francia per operare sotto la Railway Operating Division (ROD). Al ritorno in Scozia, gli furono date dei nomi da battaglia, di comandanti e anche di un personaggio dei cartoni (Old Bill).

### LNER J36 class
Nel gennaio del 1923, tutte le 168 locomotive divennero proprietà della London & Nothern Eastern Railway, divendo la J36 class. Numeri 9714 e 9716 furono ricostruite con fumaioli e duomi più piccoli per servire la Gartverrie Branchline. Nel 1946, le locomotive rimanenti furono rinumerate da 5210 a 5346. Alcune locomotive avevano cabine tender equipaggiate con spartineve.

### BR

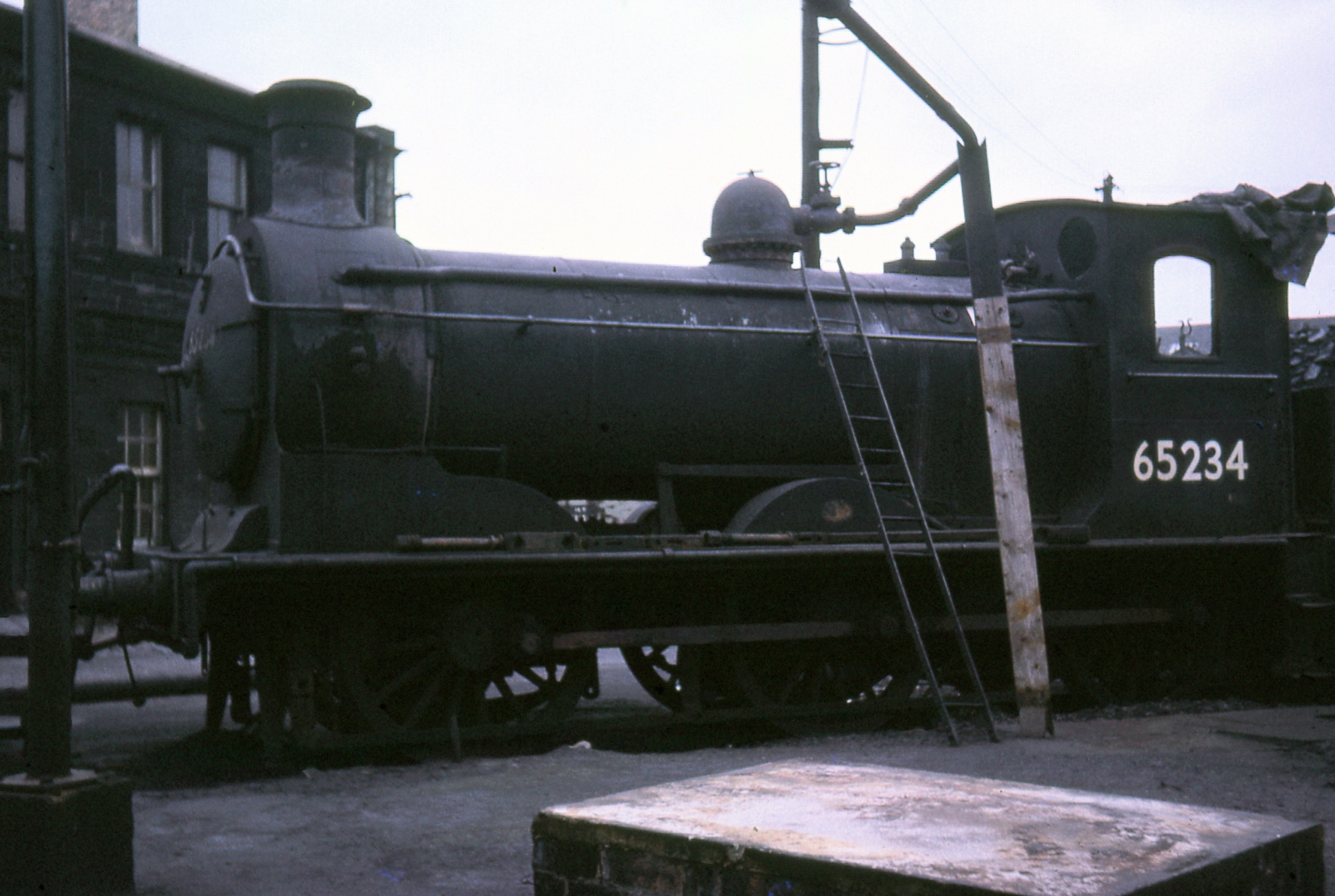
Margaret's Shed, Edimburgo, Aprile 1967. la class J36 numero 65234 convertita in un generatore.

All'arrivo della nazionalizzazione nel 1948, 123 locomotive della J36 class passarono sotto la proprietà delle British Railways e presto iniziarono ad essere messe fuori servizio e rottamate in quanto obsolete. Le ultime 2 locomotive ad essere messe fuori servizio furono numeri 65288 e 65345 il 5 giugno 1967. Furono le ultime locomotive a vapore in servizio di tutta la Scozia.

## Nomi delle locomotive Ex-ROD
| NBR Numero | Numero LNER 1946 | Numero BR | Nome        |
| ---------- | ---------------- | --------- | ----------- |
| 176        | 5217             | 65217     | French      |
| 605        |                  |           | St. Quentin |
| 608        |                  |           | Foch        |
| 611        | 5268             | 65268     | Allenby     |
| 612        | 5269             |           | Ypres       |
| 615        |                  |           | Verdun      |
| 620        |                  |           | Rawlinson   |
| 621        |                  |           | Monro       |
| 627        |                  |           | Pétain      |
| 628        | 5216             | 65216     | Byng        |
| 631        |                  |           | Aisne       |
| 643        |                  |           | Arras       |
| 646        | 5222             | 65222     | Somme       |
| 647        | 5223             |           | Albert      |
| 648        | 5224             | 65224     | Mons        |
| 650        | 5226             | 65226     | Haig        |
| 657        | 5233             | 65233     | Plumer      |
| 659        | 5235             | 65235     | Gough       |
| 660        | 5236             | 65236     | Horne       |
| 661        |                  |           | Old Bill    |
| 662        |                  |           | Birdwood    |
| 666        |                  |           | Marna       |
| 673        | 5243             | 65243     | Maude       |
| 676        |                  |           | Reims       |
| 682        | 5253             | 65253     | Joffre      |

## Unità soppravissute

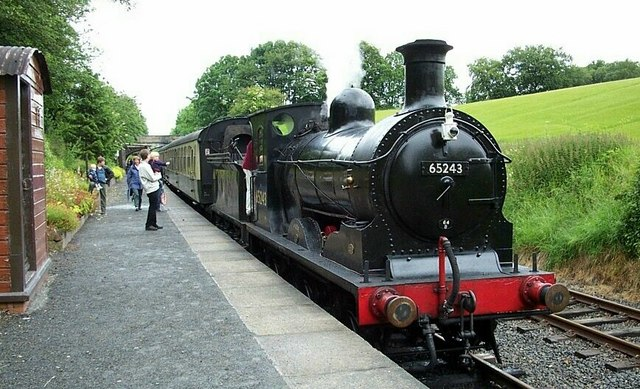
Numero 65243 "Maude" sulla Bo'ness and Kinneil Railway.

Solo un'unità della classe esiste ancora ad oggi ed è numero NBR 673 Maude (LNER 9673/5243; BR 65243) oggi preservata dalla Scottish Railway Preservation Society sulla Bo'ness and Kinneil Railway. Inoltre, la locomotiva ha Recitato nel remake del 2000 del The Railway Children sulla Bluebell Railway nell'East Sussex. Lo locomotiva ora è statica in attesa di fondi per un'ispezione completa.